# Богатирьов Павло Іванович
Павло Іванович Богатирьо́в (рос. Павел Иванович Богатырёв; нар. 27 липня 1849, Москва — пом. 30 січня 1908, Москва) — російський оперний (тенор) і камерний співак. Один з провідних співаків свого часу. Сучасники називали його «російським Таманьо».

## Біографія
Народився 15 [27] липня 1849 року в місті Москві (тепер Росія). З 1871 року навчався співу в Московській консерваторії (клас Володимира Кашперова). У 1874 дебютував на сцені Київської опери, де працював протягом одного сезону. З 1876 року співав у Московському загальнодоступному оперному театр. У 1879 році виступав в Києві (антреприза Йосипа Сєтова), Пермі (атреприза П. Медведєва) і Єкатеринбурзі, в 1880 році — в Казані. Впродовж 1880—1885 років — соліст Харківського оперного театру. В Харкові разом з Василем Андрєєвим-Бурлаком організував оперно-драматичну трупу. Співав також на оперних сценах Москви (Большой театр, Опера Мамонтова, Опера Солодовникова та інших), Саратова. Гастролював в Лондоні, Парижі.
В останні роки життя виступав у ресторанах, клубах, міських садах під власний акомпанемент на гітарі. Помер в Москві 17 [30] січня 1908 року.

## Творчість
Мав красивий і сильний голос широкого діапазону (вільно брав верхнє ре, легко переборював будь-які тестурні труднощі). Виконав партії:
- Собінін («Життя за царя» Михайла Глінки),
- Синодал («Демон» Антона Рубінтшейна);
- Руальд («Рогнеда» Олександра Сєрова);
- Фауст («Фауст» Шарля Гуно);
- Всеслав («Аскольдова могила» Олексія Верстовського);
- Радамес, Манріко («Аїда», «Трубадур» Джузеппе Верді);
- Рауль, Роберт («Гугеноти», «Роберт Диявол» Джакомо Меєрбера);
- Борис («Гроза» Володимира Кашперова, перше виконання у Харкові).

Один з перших російських співаків, який активно популяризував народні пісні. З 1876 року виконував українські (найвідоміша — «Віють вітри, віють буйні»), російські та іспанські народні пісні (часто співав у дуеті з російським оперним співаком П. І. Чернишовим).
Автор віршів, оповідань та мемуарів, які друкувалися в московській періодичній пресі, зокрема:
- «Кілька слів про російську оперу» (листопад 1898, рукопис) / Театральний музей імені Бахрушина, файл 104, одиниця зберігання 28;
- «На довгому шляху» // Московський листок.-1908.— № 41-50;
- «Записки» // Московський листок.- 1909.— № 2-5.